# Ругантино (фильм)
«Ругантино» (итал. Rugantino) — итальянский трагикомедийный фильм 1973 года с Адриано Челентано и Клаудией Мори в главных ролях. Несмотря на комедийность сюжета, фильм имеет трагическое окончание. Режиссёр фильма — Паскуале Феста Кампаниле.

## Сюжет
1848 год, Рим. В городе проживает молодая девушка Розина. Её муж силён и ревнив, как Отелло.
Однажды её супруг убивает аристократа, певшего его жене серенаду, и теперь должен бежать от наказания. С этого момента в фильме появляется Ругантино. Он — весёлый молодой парень, острослов и «дамский угодник», без труда соблазняющий богатых женщин. Однажды парень заключает с друзьями пари: он должен покорить сердце Розины, самой гордой женщины в Риме. Однако всё осложняется тем, что Ругантино неожиданно полюбил девушку.

## В ролях
- Адриано Челентано
- Клаудия Мори
- Риккардо Гарроне
- Ренцо Пальмер
- Серджо Тофано
- Тони Уччи
- Ренато Бальдини
- Эрнесто Колли
- Пиппо Франко
- Патриция Гори

## Съёмочная группа
- Режиссёр — Паскуале Феста Кампаниле
- Оператор — Гастоне Ди Джованни
- Сценаристы — Паскуале Феста Кампаниле, Массимо Франчоза, Пьетро Гаринеи